# Diocesi di Rinocorura
La diocesi di Rinocorura (in latino Dioecesis Rhinocoruritana) è una sede soppressa e sede titolare della Chiesa cattolica.

## Storia
Rinocorura, nei pressi dell'odierna Al-Arish, è un'antica sede episcopale della provincia romana dell'Augustamnica Prima nella diocesi civile d'Egitto. Faceva parte del patriarcato di Alessandria ed era suffraganea dell'arcidiocesi di Pelusio.
Sono diversi i vescovi documentati di quest'antica diocesi egiziana. Nella lettera festale XI di Atanasio di Alessandria, del 339, vengono riportati i nomi dei vescovi deceduti di diverse sedi egiziane e i nomi di coloro che furono nominati al loro posto. Per la sede di Rinocorura al defunto vescovo, di cui non è fatto il nome, succedette Salomone.
Secondo il racconto dello storico Sozomeno, nel 373 Solone succedette sulla sede di Rinocorura al fratello Melas, che fu vittima della persecuzione dell'imperatore Valente contro i sostenitori del credo niceno.
A questa sede viene assegnato anche il vescovo Polibio, che secondo la tradizione fu coautore, assieme a Giovanni, di una vita di Epifanio di Salamina, morto nel 403; Polibio e Giovanni erano discepoli di Epifanio e assistettero personalmente ai fatti descritti nella vita. La critica moderna mette in dubbio sia la datazione di questa vita, sia i nomi degli autori tramandati dalla tradizione.
Il successivo vescovo di Rinocorura è Ermogene, che prese parte al concilio di Efeso del 431 e fu tra i sostenitori del proprio patriarca Cirillo di Alessandria. Dopo il concilio fece parte di una delegazione inviata a Roma per convincere papa Celestino I a sostenere la causa di Cirillo; la delegazione però arrivò poco dopo la morte del papa ed Ermogene assistette alla consacrazione di papa Sisto III. Ermogene fu destinatario di diverse lettere di Isidoro di Pelusio.
Zenone prese parte al secondo concilio di Efeso del 449; sostenitore di Dioscoro I di Alessandria, sottoscrisse la lettera sinodale a favore di Eutiche. I vescovi Tolomeo e Alfio ebbero a che fare con la setta dei messaliani. Nella vita di Giovanni l'Elemosiniere, patriarca alessandrino dal 610 al 621, si fa menzione del vescovo Gregorio che, assieme a Teodoro di Amatunte, fu inviato in Palestina a riscattare alcuni schiavi, fatti prigionieri dai Persiani.
Dal XIX secolo Rinocorura è annoverata tra le sedi vescovili titolari della Chiesa cattolica; la sede è vacante dal 29 novembre 1967.

## Cronotassi

### Vescovi residenti
- Salomone † (circa 339 - ?)
- Melas † (prima del 373)
- Solone † (circa 373 - ?)
- Polibio ? † (inizio del V secolo)
- Ermogene † (prima del 431 - dopo il 432)
- Zenone † (menzionato nel 449)
- Tolomeo † (circa 450/475)
- Alfio † (V secolo)
- Gregorio † (menzionato nel 615)

### Vescovi titolari
- Ernest François Geurts, C.M. † (28 dicembre 1899 - 21 luglio 1940 deceduto)
- Jean-Jérôme Adam, C.S.Sp. † (10 luglio 1947 - 14 settembre 1955 nominato vescovo di Libreville)
- Arthur Francis Fox † (11 ottobre 1956 - 29 novembre 1967 nominato vescovo di Sale)